# Ludwig Benedict von Gemmingen
Ludwig Benedict von Gemmingen (* 1746; † 17. August 1810) war Hofmarschall zu Hildesheim und Garderittmeister.

## Leben
Er entstammte dem 2. Ast (Mühlhausen) der Linie Steinegg der Freiherren von Gemmingen und war ein Sohn des Wolf Reinhard Joseph von Gemmingen (1710–1760) und der Josepha Maria Charlotte Reichlin von Meldegg (1715–1760). Er war Hofmarschall zu Hildesheim und Garderittmeister. Er heiratete Therese von Hausen († 1823), der Verbindung entstammten keine Nachkommen.